# Хусарик, Золтан
Золтан Хусарик (венг. Huszárik Zoltán, 14 мая 1931, деревня Домонь, к северу от Будапешта — 15 октября 1981, Будапешт) — венгерский график, художник по костюмам, кинорежиссёр.

## Биография
В 1949—1952 учился в Академии театра и кино в Будапеште, но был отчислен как ненадежный элемент (сын богатого крестьянина). Сменил множество профессий, в 1959—1961 всё-таки окончил Академию. Снял несколько блестящих короткометражных фильмов и две полнометражные игровые ленты — «Синдбад» (1971) и «Чонтвари» (1979), все они стали знаменем «новой волны» в венгерском кино, были удостоены многочисленных национальных и зарубежных премий. Выступал как театральный режиссёр (в 1974 поставил в Дебрецене драму-притчу Иштвана Эркеня «Кошки-мышки», 1969). Покончил жизнь самоубийством.

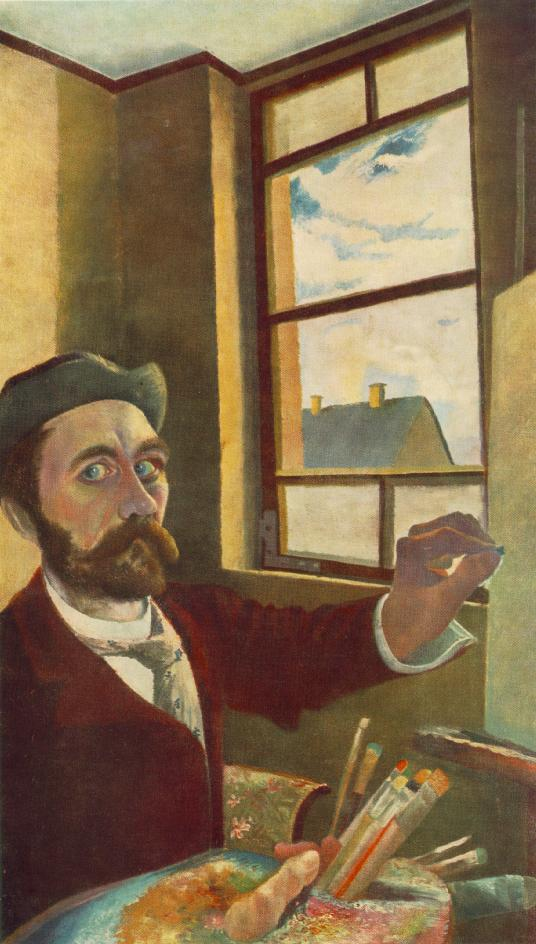
Чонтвари. Автопортрет, ок.1900

Его жены — Аннамария Мельцер и Ильдико Могер. Актриса Анна Надь (род. 1940) не была его женой, но у них есть дочь — актриса Ката Хусарик (род. 1971).

## Творчество
Обстановка и атмосфера обоих игровых фильмов Хусарика — «конец века», их стилистика отличается редкой изысканностью, а интонация — глубокой ностальгией. В обстановке политического похолодания и идейного застоя в Венгрии после 1968 года обе ленты прозвучали обращенным в недостижимое прошлое реквиемом по эпохе восточноевропейского модерна рубежа XIX—XX столетий. Не случайно их центральным персонажем и своего рода «визитной карточкой» стал популярнейший драматический актёр Венгрии, сверстник Хусарика Золтан Латинович, в 1976 покончивший с собой. Он исполнил заглавную роль пережившего себя искателя приключений в «Синдбаде»; сценарий фильма о трагической судьбе живописца конца XIX — начала XX века Тивадара Чонтвари писался также в расчёте на Латиновича — снятый фильм открывается посвящением погибшему и пронизан мотивом невозможности ни быть собой, ни преобразиться в другого.

## Признание
Хусарик был награждён премией имени Белы Балажа (1971) и Премией Кошута (1990, посмертно).

## Фильмы
- Игра / Játék (1959)
- Гротеск / Groteszk (1963)
- Элегия / Elégia (1965, премия за лучший экспериментальный фильм на МКФ в Оберхаузене, 1966)
- Каприччо / Capriccio (1969)
- Америго Тот[англ.] / Amerigo Tot (1969)
- Синдбад / Szindbád (1971, игровой, по одноименному роману «венгерского Пруста» Дьюлы Круди, в заглавной роли Золтан Латинович; премия МКФ в Мангейме, 1972, Йозефа фон Штернберга и Лютеранского киноцентра на МКФ в Мангейме, 1972; специальный приз МКФ в Атланте; Гран-при МКФ в Милане)
- В честь старушек / Tisztelet az öregasszonyoknak (1972, специальная премия на МКФ в Кракове, 1973)
- A piacere (1976, Гран-при на фестивале в Барселоне, 1977; премия ФИПРЕССИ на МКФ в Оберхаузене, 1977; Гран-при на МКФ в Тампере, 1978)
- Чонтвари / Csontváry (1979, в заглавной роли болгарский актёр Ицхак Финци).

## Тексты
- Sindbad, mon film // Arion, Bp, 1973, № 6, pp. 65-70 (с рисунками автора).

## О режиссёре
- Zay L. Huszárik Zoltán. Budapest: M. Filmintézet — Múzsák, 1985
- Jeancolas Jean-Pierre. Miklós, István, Zoltán et les autres: 25 ans de cinéma hongrois. Budapest: Corvina, 1989
- Huszárik breviárium / Lencsó L., ed. Budapest: Szabad Tér, 1990 (включает тексты Х. и множество документов)
- Zsugán I. Nagy motívum igezeteben. Huszárik Zoltán // Zsugán I. Szubjektív magyar filmtörténet 1964—1994. Budapest: Osiris-Századvég, 1994.